# Eirene viridula
Eirene viridula is een hydroïdpoliep uit de familie Eirenidae. De poliep komt uit het geslacht Eirene. Eirene viridula werd in 1809 voor het eerst wetenschappelijk beschreven door Péron & Lesueur. 